# Nederlandse kampioenschappen schaatsen afstanden 2023 - 5000 meter vrouwen
De 5000 meter vrouwen op de Nederlandse kampioenschappen schaatsen afstanden 2023 werd gehouden op zondag 5 februari 2023 in Thialf in Heerenveen. Er reden 10 deelneemsters mee.
Titelverdedigster was Irene Schouten, die de titel pakte tijdens de Nederlandse kampioenschappen schaatsen afstanden 2022. Ze prolongeerde haar titel en won de afstand voor de derde keer op rij. Sanne in 't Hof was nipt sneller dan Marijke Groenewoud en pakte daarmee de tweede WK-startplek.

## Uitslag
| #      | Schaatsster        | Tijd       |
| ------ | ------------------ | ---------- |
| Goud   | Irene Schouten     | 6.50,36    |
| Zilver | Sanne in 't Hof    | 6.51,79    |
| Brons  | Marijke Groenewoud | 6.52,37 pr |
| 4      | Robin Groot        | 7.04,27 pr |
| 5      | Maaike Verweij     | 7.09,19    |
| 6      | Reina Anema        | 7.10,89    |
| 7      | Eline Jansen       | 7.11,99 pr |
| 8      | Paulien Verhaar    | 7.13,85 pr |
| 9      | Eline van Voorden  | 7.24,91 pr |
| 10     | Aveline Hijlkema   | 7.27,56    |

1987 · 
1988 · 
1989 · 
1990 · 
1991 · 
1992 · 
1993 · 
1994 · 
1995 · 
1996 · 
1997 · 
1998 · 
1999 · 
2000 · 
2001 · 
2002 · 
2003 · 
2004 · 
2005 · 
2006 · 
2007 · 
2008 · 
2009 · 
2010 · 
2011 · 
2012 · 
2013 · 
2014 · 
2015 · 
2016 · 
2017 · 
2018 · 
2019 · 
2020 · 
2021 · 
2022 · 
2023 · 
2024 · 
2025